# 1,3,5-三甲氧基苯
1,3,5-三甲氧基苯是一种有机化合物，化学式为C9H12O3。它可由1,3,5-三溴苯和甲醇钠在氯化亚铜、甲酸甲酯催化下反应制得。它和N-溴代丁二酰亚胺在四氯化碳中反应，可以得到2-溴-1,3,5-三甲氧基苯。它可用作核磁共振氢谱的内标。